# 1010
1010 كانت سنة بسيطة تبدأ يوم الأحد حسب التقويم اليولياني.

## أحداث
- تأسيس مدينة هانوي وتقع حاليا في فيتنام.
- تدمير مدينة الزهراء، على مشارف قرطبة.
- تجمد نهر النيل.

## مواليد
- فرناندو الأول ملك ليون وقشتالة - ملك مملكة ليون.

## وفيات
- محمد المهدي بالله خليفة قرطبة.